# Balijczycy
Balijczycy (balijski Ânak Bali, ᬳᬦᬓ᭄‌ᬩᬮᬶ; Wång Bali, ᬯᭀᬂᬩᬮᬶ; Kramâ Bali, ᬓ᭄ᬭᬫᬩᬮᬶ) – grupa etniczna zamieszkująca indonezyjską wyspę Bali. W 1993 roku ich liczebność wynosiła 3,6 miliona. Posługują się językiem balijskim z rodziny malajsko-polinezyjskiej. W średniowieczu podlegali wpływom kultury indyjskiej za pośrednictwem państwa Madżapahit. Do dziś zachowali hinduizm i system kastowy (kasty braminów, wojowników, kupców i chłopów). Kobiety i mężczyźni mają równe prawa w życiu rodzinnym i społecznym, a młodzież cieszy się dużą swobodą obyczajową w życiu przedmałżeńskim.
Tradycyjnymi zajęciami Balijczyków są tarasowa uprawa ryżu oraz chów bydła, bawołów i koni.